# Leonard Zawisławski
Leonard Zawisławski (ur. 2 listopada 1890 w Warszawie, zm. 21 sierpnia 1967 w Łodzi) – polski operator filmowy.

## Życiorys
Od 1907 praktykował w Przedsiębiorstwie Instalacyjno-Elektrycznym inż. Adolfa Kipmana, skąd w 1909 roku przeniósł się do pracy w Ogrodzie Zabaw na Dynasach, gdzie był elektrykiem i kinomechanikiem. W 1911 roku zatrudnił się w wytwórni filmowej "Sfinks" jako mechanik, laborant i operator. W 1912 roku został wcielony do armii carskiej. Służył w Litewskim Pułku Lejbgwardii, m.in. obsługując projektor filmowy i realizując filmy dokumentalne i instruktażowe. Podczas I wojny światowej został ranny podczas walk pod Górą Kalwarią, wskutek czego leczył się w Warszawie i na terenie Rosji. Po powrocie do Polski w 1918 roku ponownie pracował w "Sfinksie", początkowo jako asystent Zbigniewa Gniazdowskiego, a od 1922 roku - jako samodzielny operator filmowy.
Podczas II światowej kierował laboratorium atelier "Falangi" (1939–1941). Był członkiem Armii Krajowej z przydziałem do Biura Informacji i Propagandy Komendy Głównej Armii Krajowej. Po upadku powstania warszawskiego został wywieziony na roboty w głąb Rzeszy. Po wyzwoleniu służył w Sekcji Filmowo-Fotograficznej Sztabu 1. Dywizji Pancernej gen. Stanisława Maczka. Po powrocie do kraju w 1947 roku został zatrudniony w Wytwórni Filmów Oświatowych w Łodzi, gdzie realizował filmy dokumentalne. Od 1954 roku był wykładowcą łódzkiej Państwowej Wyższej Szkoły Filmowej.
Został pochowany na cmentarzu Zarzew w Łodzi.

## Filmografia
- Wszystko się kręci (1922)
- Od kobiety do kobiety (1923)
- Czerwony błazen (1926)
- Ziemia obiecana (1927)
- Bunt krwi i żelaza (1927)
- Romans panny Opolskiej (1928)
- Ludzie dzisiejsi (1928)
- Dusze w niewoli (1930)
- Uwiedziona (1931)
- Hanka (1934)